# Walter Wagner
Walter Wagner, né le 25 juin 1907 à Berlin et mort le 30 avril 1945 dans cette même ville, est un avocat allemand connu pour avoir marié Adolf Hitler et Eva Braun le 29 avril 1945 dans le Führerbunker. 

## Biographie

### Carrière
Avocat de profession, Walter Wagner adhère au NSDAP le 1er juillet 1931. En 1938, il devient chef par intérim du département juridique central de Berlin, poste qu'il occupe probablement jusqu'en janvier 1944. 
En 1939, Wagner représente Joseph Goebbels et la région de Berlin dans le cadre de la réinstallation de berlinois dans le Reichsgau Wartheland, une vaste région de Pologne occupée par l'Allemagne. En janvier 1943, il s'installe à Poznań et rencontre Arthur Greiser ainsi que sa future épouse, Cordula Kroepels. Il l'épouse le 10 mars 1944 et retourne vivre à Berlin dans le quartier de Buch. Il intègre le conseil d'administration de l'arrondissement de Pankow et est chargé de la gestion de la collecte des ordures.
En octobre 1944, Cordula Wagner, sur le point d'accoucher, quitte Berlin et rejoint sa mère à Wyk auf Fohr où elle met au monde leur fils en novembre 1944. À cette même période, Walter Wagner intègre un bataillon du Volksstrurm et invite sa sœur Gustl à venir vivre chez lui dans le quartier de Buch. 

### Mariage d'Adolf Hitler et Eva Braun
, En avril 1945, Adolf Hitler, réfugié dans le Führerbunker, prend la décision d'épouser sa compagne Eva Braun et ordonne à Joseph Goebbels de trouver un officier d'état civil. Le 28 avril, ce dernier ordonne aux Waffen SS de localiser Walter Wagner (qu'il sait qualifié pour ce type de procédure) et de l'emmener à la chancellerie du Reich. L'avocat combat alors à la Friedrichstraße. Arrivé au bunker, il constate que les documents nécessaires ne sont pas disponibles et est contraint de retourner à Pankow pour se les procurer. Après une expédition risquée dans Berlin, il retourne au Führerbunker avec les papiers officiels. Il marie Hitler et Braun peu après minuit avec pour seuls témoins Martin Bormann et Joseph Goebbels. Il rejoint  son unité immédiatement après la cérémonie. 

### Mort
Chargé de la défense de la Potsdamer Platz, l'unité de Walter Wagner combat de manière désespérée contre l'Armée Rouge. Erich Illing, son commandant, est abattu par les tirs des chars soviétiques. À la suite de cette perte, Wagner doit prendre le commandement de sa compagnie. Il est tué d'une balle dans la tête peu après, au niveau de la gare d'Anhalt. Moins d'une journée s'est alors écoulée depuis le mariage d'Hitler. Son corps n'a jamais été retrouvé. 
Sa sœur Gustl, habitant à Buch, déclare qu'elle n'a plus jamais revu son frère. La date exacte de la mort elle-même n'est pas établie avec certitude et oscille entre le 29 et le 30 avril 1945.

### Après-guerre
Après la guerre, la veuve de Wagner s'installe à Hambourg avec son fils. En 1951, elle réclame au tribunal de Hambourg un certificat de décès afin de pouvoir se remarier. Celui-ci n'est accordé qu'après vérification formelle de la mort de Wagner. Le tribunal procède pour cela aux interrogatoires des derniers témoins de la mort de l'avocat. 
En 1963, le magazine Stern déclare que Wagner vivrait probablement à Francfort. Ces rumeurs incitent le tribunal de Hambourg à relancer une enquête et à interroger Gustl, la sœur de l'avocat. Cordula est également sollicitée alors qu'elle se trouve à Mannheim. Cependant, face au manque patent de preuves concernant une éventuelle survie de Walter Wagner, le tribunal de Hambourg clôt définitivement le dossier. 

## Dans la culture populaire

### Au cinéma
La scène du mariage d'Hitler est reproduite dans de nombreux films. À ce titre, le rôle de Walter Wagner est tenu par divers acteurs :
- Par Andrew Sachs dans Les Dix Derniers Jours d'Hitler[6] (1973)
- Par Robert Austin dans Le Bunker[7] (1981)
- Par Norbert Heckner dans La Chute[8] (2004)

### La carte postale de Wagner
Bien que mentionné dans de nombreux ouvrages d'historiens, le visage de Walter Wagner reste totalement inconnu jusqu'en 2004, date à laquelle Ian Sayer et Douglas Botting publient une photographie de lui dans leur ouvrage Hitler and Women - The Love life of Adolf Hitler (Hitler et les femmes - la vie amoureuse d'Adolf Hitler). 
En 1980, plusieurs années avant la rédaction de l'ouvrage, Ian Sayer acquiert une carte postale datée du 30 mars 1945 initialement destinée à Cordula Wagner sur laquelle Walter Wagner (à moins qu'il ne s'agisse d'un autre individu) indique qu'il s'agit de sa '' dernière carte ''. Un timbre à l'effigie d'Adolf Hitler vient renforcer l'authenticité de l'objet. 
Il faut 22 ans à Sayer pour déchiffrer totalement le contenu de la carte, l'écriture de Wagner étant difficilement lisible. En 2002, Sayer parvient à localiser le fils de Wagner, ce qui lui inspire la rédaction du livre. Au cours de son enquête, il apprend notamment que la veuve de Wagner a été interrogée par les services secrets britanniques juste après la guerre. Walter, que tous croient encore en vie, est alors activement recherché afin d'être questionné sur le mariage d'Hitler et Braun. C'est un agent britannique présent lors de l'interrogatoire de Cordula qui récupère la carte et finit par la revendre aux enchères 35 ans plus tard.

## Sources et références
- (en) Cet article est partiellement ou en totalité issu de l’article de Wikipédia en anglais intitulé « Walter Wagner (notary) » (voir la liste des auteurs).

1. ↑  (en) Robert Payne, The Life and Death of Adolf Hitler, Brick Tower Press, 5 octobre 2016 (lire en ligne)
2. ↑  (en) Catherine Epstein, Model Nazi : Arthur Greiser and the occupation of Western Poland, Oxford, OUP Oxford, 27 mai 2010, 451 p. (ISBN 978-0-19-954641-1, lire en ligne)
3. ↑  https://podcloud.fr/podcast/franck-ferrand-raconte/episode/lhistoire-du-cadavre-dhitler
4. ↑  Joachim FEST, Les derniers jours d'Hitler, edi8, 22 mai 2014, 144 p. (ISBN 978-2-262-03985-1, lire en ligne)
5. ↑  (en) Vanessa Thorpe, « Revealed: the man who wed Hitler and Eva », sur the Guardian, 10 octobre 2004 (consulté le 9 mai 2018)
6. ↑  AlloCine, « Les Dix derniers jours d'Hitler » (consulté le 9 mai 2018)
7. ↑  AlloCine, « The Bunker » (consulté le 9 mai 2018)
8. ↑  AlloCine, « La Chute » (consulté le 9 mai 2018)
9. ↑  (en) Ian Sayer et Douglas Botting, Hitler and Women : The Love Life of Adolf Hitler, Robinson, 2004, 308 p. (ISBN 978-1-84119-918-4, lire en ligne)